# Marwan II
Marwan ibn Muhàmmad o Marwan II (àrab: مروان بن محمد, Marwān ibn Muḥammad) (vers 692-750), darrer califa omeia marwànida de Damasc, que governà des d'Haran (744-750). Era fill de Muhàmmad ibn Marwan (fill de Marwan I) i la seva mare es creu que era kurda. Es diu que la mare ja estava embarassada quan fou donada a Muhàmmad el 691 i, per tant, l'any de naixement hauria de ser 692, però at-Tabarí diu que el seu naixement fou el 695/696 i, per tant, tindria quan va morir uns 55 anys (tindria entre 58 i 69 anys). Els seus làqabs foren al-Jadí (per al-Jad ibn Dírham, preceptor de Marwan I) i Himar al-Jazira o al-Himar (‘l'Ase’, pel seu gust per la flor de l'ase, potser el crisantem). Les fonts georgianes l'anomenen Mourvan-Qrou, fill de la germana de Mahoma.

## Govern d'Armènia i l'Azerbaidjan
Fou primer governador de Niniveh (731). Derrotat al-Jarrah ibn Abd-Al·lah al-Hakamí pels khàzars el 730, fou nomenat per restablir la situació Màslama ibn Abd-al-Màlik, que era cosí de Marwan, i al qual va acompanyar al Caucas. Es va distingir als combats i vers el 732 fou nomenat governador d'Armènia (ostikan) i Azerbaidjan, segons at-Tabarí succeint Maslama, però altres fonts diuen que entremig hi va haver el govern Saïd ibn Amr al-Haraixí (vers 732-734). Va tenir un bon acord amb els nakharark, que li donaren suport davant el perill dels khàzars. Marwan va nomenar un dels nakharark com a governador indígena (bitrik), càrrec que va recaure en Asoci II Bagratuní amb el títol de patrici. Gregori i David Mamiconi, que volien el càrrec per la seva família, es van revoltar però Marwan els va fer detenir i el va enviar a Damasc d'on se'ls va enviar deportats al Iemen.
El 737 va dirigir una expedició contra els khàzars amb el suport de la cavalleria armènia. Van arribar fins a la capital Balandjar al nord de Derbent i van fer molt de botí que fou transportat a Bardaa. Va fundar la ciutat de Kisal a 20 farsanges (100 km) de Tiflis i 40 (200 km) de Bardaa.
Vers el 737 Vardan o Baanes de Goltn, que havia estat educat com a musulmà després del 706, però que en tornar als seus dominis havia abjurat i retornat al cristianisme, fou arrestat i enviat a Síria on se'l va executar.
El patriarca David I d'Aramuniq (728-741) que residia a Dvin, considerant que la ciutat, que estava esdevenint una ciutat musulmana i era la residència dels emirs o governadors àrabs, no era segura, va decidir traslladar la residència a la seva vila natal (Aramuniq) i Dvin va començar a declinar.

## Guerra civil al Califat
Quan al-Walid II ibn Yazid (743–744) fou enderrocat i assassinat i Yazid III va pujar al tron de Damasc (6 d'abril del 744), Marwan va deixar la província per venjar la mort del califa. Al seu exèrcit els kalbites dirigits per Thabit ibn Nuaym no li donaven ple suport i així la cavalleria armènia hi va tenir un paper destacat. Es va presentar a la Jazira (estiu) obtenint secretament el jurament de fidelitat dels notables. En principi al·legava la venjança per la mort d'al-Walid, però aviat va signar un acord amb Yazid III pel qual va obtenir el govern de la Jazira (capital Haran) sense perdre els d'Armènia i l'Azerbaidjan, i es va disposar a retornar cap a Armènia.
A la mort de Yazid III el 20 de setembre o 2 d'octubre, el va succeir el seu germà Ibrahim ibn al-Walid. Marwan ibn Muhammad, que estava a punt de retornar a Armènia es va aturar i llavors va avançar en direcció contrària cap a Síria amb el suport dels junds d'Armènia i Jazira. A Alep o a Kinnasrin va derrotar un exèrcit del califa, manat pels seus germans Bixr ibn al-Walid i Masrur ibn al-Walid, que van caure presoners; va rebutjar Abd-al-Aziz ibn al-Hajjaj que estava assetjant Homs (o que l'acabava de conquerir) i que es va retirar cap a Damasc, entrant a Homs on va rebre el jurament de fidelitat dels habitants.
L'exèrcit de Marwan tenia ara uns vuitanta mil homes. Ibrahim va enviar per fer-li front un exèrcit dirigit pel seu cosí Sulayman ibn Hixam ibn Abd-al-Màlik i es va lliurar la batalla d'Ayn al-Jarr, prop de Damasc, en la qual Marwan va obtenir la victòria (18 de novembre del 744). Sulayman es va tancar a Damasc i Marwan s'hi va acostar; era creença general que Marwan actuava com a venjador d'al-Walid i defensava els drets de dos altres fills d'aquest empresonats a Damasc. Els notables de la ciutat van ordenar matar els dos prínceps omeies presoners, al-Hàkam i Uthman, fills d'al-Walid. Amb la mort d'aquests prínceps Marwan podia proclamar la seva pròpia candidatura i va obtenir un suport general sobretot quan Abu Muhàmmad, de la branca syfyànida dels omeies, va assegurar que els dos prínceps assassinats havien designat Marwan com a successor.
El que va fer Ibrahim no és clar; al-Yaqubí diu que va reconèixer Marwan com a califa el 26 de novembre del 744, quan encara era a Damasc; al-Massudí diu que Ibrahim va fugir de Damasc però fou capturat més tard i crucificat; al-Dinawari diu que quan Marwan va entrar a Damasc el va fer matar; la resta dels historiadors diuen que va fugir a Tadmur (Palmira), de predomini kalbita, junt amb el seu cosí Sulayman ibn Hixam ibn Abd-al-Màlik, i un temps després va demanar l'aman (perdó) al nou califa, que li va concedir. Marwan va rebre la baya el desembre del 744 i poc després va retornar a Haran on va establir la seva capital. Al lloc del governador designat per Yazid III, Abd-Al·lah ibn Úmar ibn Abd-al-Aziz (744-746) va nomenar al qaysita an-Nadr ibn Saïd al-Haraixí (745-746), però els dos governadors foren eliminats pels kharigites encapçalat pels Xayban manats per ad-Dahhak ibn Qays aix-Xaybaní que es va establir a Kufa. Com a governador d'Armènia va nomenar governador a Ishaq ibn Múslim.

## Califat de Marwan II
Aviat va haver de retornar a Síria a causa d'una revolta kalbita a Palestina, dirigida per Thabit ibn Nuaym, que es va estendre cap al nord, on Homs s'hi va sumar. El juliol del 745 Marwan va aconseguir la submissió d'Homs i va enviar contingents cap a Damasc que era atacada per Yazid ibn Khalid al-Kasri, que fou derrotat i mort, i l'exèrcit del califa va marxar contra Thabit que estava atacant Tiberíades, i fou capturat i executat. La població kalbita d'al-Mizza, prop de Damasc, fou incendiada. Al-Abraix al-Kalbí a Palmira va acceptar rendir-se que així va dominar tot Síria.
Llavors va reunir a la família i va fer reconèixer als seus dos fills com successors, però encara quedava oposició a Síria i quan va aixecar un contingent sirià per unir-se a l'exèrcit de Mesopotàmia manat per Yazid ibn Hubayra que intentava imposar l'autoritat de Marwan a l'Iraq, el contingent va desertar i es va dirigir a ar-Russafa on residia Sulayman ibn Hixam i el van reconèixer com a califa en oposició a Marwan. Sulayman va entrar a Kinnasrin i va arrossegar a tot Síria. Marwan va retirar les tropes de Mesopotàmia i les va enviar contra Sulayman, el qual va derrotar a prop de Kinnasrin, i el va obligar a fugir a Homs, on va deixar el seu germà i d'allí es va dirigir a Kufa passant per Palmira. Marwan va assetjar Homs per segona vegada i va rendir la plaça després d'uns mesos, i en va fer arrasar els murs per evitar noves revoltes, igual com va fer amb altres viles sirianes destacades. L'estiu del 746 tornava a governar tot Síria.
Aprofitant aquestes lluites, ad-Dahhak ibn Qays aix-Xaybaní, cap kharigita de Kufa, va retornar al nord i va ocupar Mossul a la primavera, però Marwan va enviar a la zona el seu fill Abd-Al·lah ibn Marwan que va fer front amb èxit als rebels durant uns mesos fins que a l'estiu el seu pare, ja sotmesa Homs i tot Síria, va poder enviar tropes a Mesopotàmia. A final de l'estiu ad-Dahhak, que havia fet aliança amb Sulayman ibn Hixam, fou derrotat i mort, i els kharigites van perdre Mossul.
Yazid ibn Hubayra, nomenat governador de l'Iraq el 746, va derrotar repetidament els kharigites de Kufa i l'alida Abd-Al·lah ibn Muawiya que dominaven Iraq i l'oest i sud-oest de Pèrsia (primavera del 747) i es va poder dirigir al nord, on amb combinació a les forces del califa van agafar els kharigites entre dos focs i els van eliminar del nord de l'Iraq, i a l'estiu dominava l'Iraq.

## La revolta abbàsida
Dominat l'Iraq, el juny d'aquell any esclatava la revolta haiximiyya (abbàssida) al Khurasan.
El novembre del 749 els rebels van derrotar els omeies a Pèrsia i l'Iraq i van proclamar el califat abbàssida a Kufa. El gener de 750 Marwan va agafar el comandament de les forces militars i va lliurar la batalla decisiva del Gran Zab on fou derrotat i el seu exèrcit destruït per Abd-Al·lah ibn Alí. Marwan II va fugir amb un grup reduït de fidels, en direcció a Síria i des d'aquí a Egipte, perseguit pels abbàssides, que finalment el van atrapar el juny del 750 a Busir a la província d'Ishmunayn a l'Alt Egipte, i Marwan va morir després d'una breu lluita.